# 罗曼·戈洛夫琴科
罗曼·亚历山德罗维奇·戈洛夫琴科（發音：[ra'man alʲak'sandravʲit͡ʂ ɣa'ɫɔwt͡ʂɛnka]；1973年8月10日—）白俄罗斯政治人物，于2020年6月4日至2020年8月17日担任白俄罗斯总理。他由亚历山大·卢卡申科总统任命，任职于2020年白俄罗斯总统选举之前两个月。在被任命之前，他曾任国家军事工业委员会主席。在2020年白俄罗斯抗议活动期间，于2020年8月17日辞去总理职务。但是，辞职并没有立即生效，一天后，同一位宣布辞职的媒体仍将他称为「总理」。8月19日再次獲任命为新政府总理。